# Adopcionisme
L'adopcionisme fou un corrent sorgit entre els cristians de la península d'Hispània al segle viii dC, en els dominis de l'Emirat de Qurtuba. També fou conegut com a heretgia feliciana, nom derivat d'un dels màxims impulsors: el bisbe Fèlix d'Urgell.

## La doctrina de l'adopcionisme
L'adopcionisme interpretava que Jesús de Natzaret tenia una naturalesa humana i que Déu simplement l'hauria triat com a fill per proclamar la seva paraula, per tant, Déu l'hauria adoptat com a fill. Segons aquesta versió, per realitzar la Redempció la Paraula Divina hauria adoptat Jesús, dins del qual ella hi hauria habitat com en un temple. Aquesta formulació es contradeia amb les teories de la cristologia romana que afirmaven Crist com a Déu veritable i home vertader, en possessió plena de les dues naturaleses. L'adopcionisme va ser formulat per primer cop al concili que l'Església hispana celebrà a Sevilla el 784, amb l'arquebisbe de Toledo Elipand i el bisbe Fèlix d'Urgell al capdavant.
Aquesta nova doctrina, cal entendre-la en el seu context del segle viii com una reacció defensiva de l'Església hispana (que pervivia tolerada per les autoritats sarraïnes) davant la difusió de la fe musulmana entre la població, sobretot a partir dels anys 760 i 780, un cop consolidat el poder àrab amb l'establiment de l'Emirat de Qurtuba. L'Islam qüestionava el cristianisme negant la naturalesa divina de Jesús, presentant-lo simplement com un dels profetes i rebutjant el dogma trinitari (un sol Déu constituït pel «Pare, Fill i Esperit Sant»), vist com una forma de politeisme, propera al paganisme. La resposta adopcionista, elaborada per la jerarquia eclesial hispana, consistia doncs, a admetre la naturalesa humana de Crist tot accentuant-ne, però, la divina. Tanmateix, l'adopcionisme no va acabar imposant-se perquè les diòcesis situades en la regió conquerida pels francs a finals del segle viii assumiren la tradició eclesial ortodoxa, i a més a més no va servir per impedir el triomf de l'Islam a Hispània, on, durant els segles ix i x, el cristianisme esdevingué un culte minoritari dins d'una societat musulmana.

## La conquesta franca i la repressió de l'heretgia
Quan els francs conqueriren els territoris de la Septimània i la Tarraconense als àrabs, intervingueren en els bisbats locals per tal de desvincular-los de l'església hispana, que disposava d'una tradició pròpia centrada en els concilis (que en època visigoda, se celebraven principalment a Toledo) per integrar-los a l'estructura eclesiàstica carolíngia, centrada en la suprema autoritat espiritual del papa de Roma.
Quan els francs conqueriren l'Urgell el (789) les autoritats carolíngies iniciaren el procés per combatre les doctrines adopcionistes difoses per Fèlix, bisbe des del 781. El 792 Carlemany convocà un concili a Ratisbona, on feu acudir Fèlix d'Urgell. Els bisbes congregats condemnaren l'adopcionisme i enviaren Fèlix a Roma on, després de retractar-se i manifestar una professió de fe ortodoxa, fou autoritzat a tornar a la seva diòcesi. A més a més, un any més tard, segurament per pressions rebudes, Fèlix s'exilià a al-Àndalus. Aleshores l'Església hispana, que per tradició pròpia només acceptava l'autoritat dels seus concilis, va cohesionar-se al voltant del seu arquebisbe Elipand de Toledo i, reafirmant-se en l'adopcionisme, exigí la restitució de Fèlix a la seva diòcesi d'Urgell. Carlemany respongué convocant el Sínode de Frankfurt el 794 on, per iniciativa del seu conseller Alcuí de York, envià una epístola sinodal als bisbes hispans proclamant la plena naturalesa divina i humana de Crist. Per la seva banda, Fèlix continuava actiu a la Tarraconense i a la Septimània per conservar les seves diòcesis dins de l'obediència hispana, i impedint les maniobres secessionistes dels francs.
La jerarquia eclesiàstica carolíngia renovà les condemnes contra l'adopcionisme en els concilis de Friül (796) i Roma (798); finalment, el 799 Fèlix fou cridat a la cort reial d'Aquisgrà, on Alcuí de York interrogà el bisbe d'Urgell i l'obligà a retractar-se. D'aquest episodi n'han quedat els set llibres d'Alcuí de York: Contra l'heretgia de Fèlix. Aquesta vegada, a més, per tal d'assegurar-se el control de la diòcesi, Fèlix fou exiliat a Lió de per vida, i es procedí a reevangelitzar el bisbat d'Urgell, on, principalment a les contrades pirinenques, encara tenien força les creences paganes, i, a més, el cristianisme hi havia estat introduït en la versió adopcionista de Fèlix.
L'extirpació de l'adopcionisme d'Urgell fou obra dels arquebisbes Leidard de Lió i Nebridi de Narbona, juntament amb el monjo Benet d'Aniana, els quals articularen la submissió de les diòcesis de la Tarraconense a l'arxidiòcesi de Narbona, arran de la destrucció de Tarragona i de la impossibilitat de conquerir-la i restablir-hi l'arquebisbat existent en època romana i visigoda.
A Girona, conquerida el 785 i on l'atac àrab del 793 havia obligat les oligarquies locals a estrènyer vincles amb Carlemany, no sembla que hi hagués hagut cap brot important d'adopcionisme. Els concilis carolingis mai no emeteren condemnes contra els bisbes gironins i, a més, el triomf de l'ortodòxia el 799 degué desarmar els elements herètics de la diòcesi, si és que realment havia arribat a haver-n'hi. La vinculació de les diòcesis d'Urgell i Girona (i per extensió les de Barcelona i Vic que foren restablertes el 801) a l'església franca va significar la fi no sols de la doctrina adopcionista sinó també de les pràctiques religioses i litúrgiques del cristianisme hispà, de tradició visigoda, al llarg del segle ix. Igualment en l'àmbit monacal, Benet d'Aniana introduí la regla benedictina en detriment de les pràctiques monàstiques hispano-godes.